# Muhammad ibn Talha
Muhammad ibn Talhah (in arabo محمد بن طلحة‎?; ... – Bassora, dicembre 656) è stato uno dei Tabi‘in.
Figlio del Compagno del profeta Maometto, Talha ibn Ubayd Allah e di Hammana bint Jahsh (sorella di Zaynab bint Jahsh, una delle vedove di Maometto), Muhammad morì con suo padre nella Battaglia del Cammello (Yawm al-Jamal).